# نيشيايزو
نيشيايزو هي بلدية في اليابان، وبلدة في اليابان، تقع في فوكوشيما، بلغ عدد سكانها 6,091 نسمة وذلك حسب إحصائيات سنة 2018، تبلغ مساحتها 298.18 كيلومتر مربع.